# ۹۴۳ (قمری)
۹۴۳ (قمری)، نهصد و چهل و سومین سال در گاهشماری هجری قمری است. اول محرم این سال برابر با سی‌ام ژوئن سال ۱۵۳۶ میلادی است.